# École nationale supérieure d'art et design de Limoges
 (août 2014).
Si vous disposez d'ouvrages ou d'articles de référence ou si vous connaissez des sites web de qualité traitant du thème abordé ici, merci de compléter l'article en donnant les références utiles à sa vérifiabilité et en les liant à la section « Notes et références ».
L'École nationale supérieure d'art et de design de Limoges (ENSAD Limoges), ex École nationale supérieure d'art de Limoges-Aubusson, est un établissement public d'enseignement supérieur sous la tutelle directe du ministère de la Culture, situé à Limoges.

## Historique
L'ENSAD Limoges est l’héritière de l'École nationale d’art décoratif instituée en 1881 et de l'école municipale d'art créée en 1868 par Adrien Dubouché. Les premiers cours sont dispensés en 1867. En 1873, l'école est municipale ; elle devient nationale en 1881 sous le nom d'École nationale des Arts décoratifs de Limoges. L'origine du fonds de la bibliothèque remonte à la seconde moitié du XIXe siècle, destinée aux élèves de l'école des beaux-arts appliqués à l'industrie, représentant un temple du savoir livresque, et complétait la vocation du musée comme source d'inspiration pour les jeunes artistes et ouvriers de la porcelaine.

## Présentation

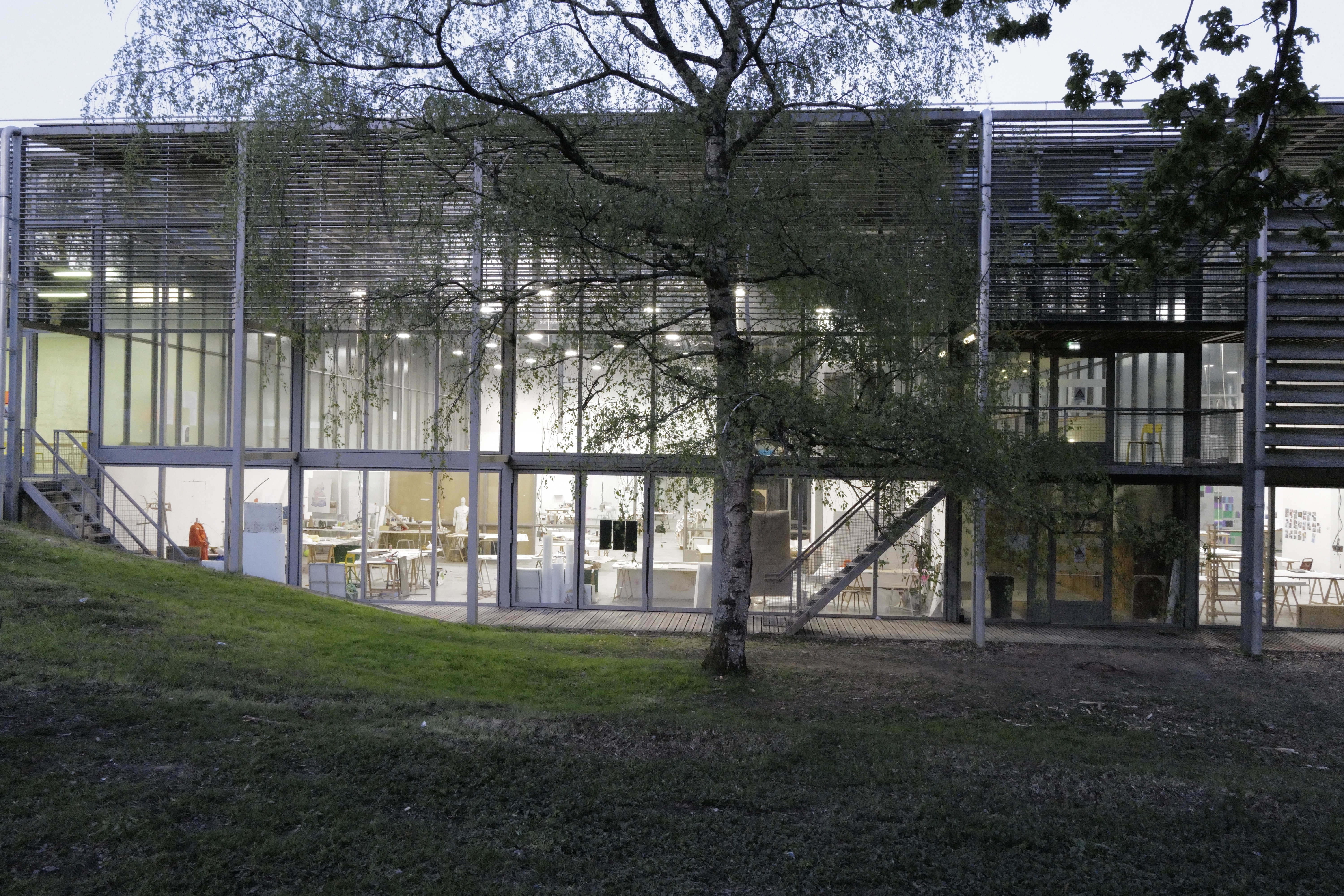
L'école à Limoges.

Le bâtiment de style industriel est l’œuvre des architectes Nicolas Michelin et Finn Geipel. Inauguré en 1994, cet édifice de 5 000 m2 , labellisé « Patrimoine du XXe siècle » depuis 2002, alliant béton, acier, bois et verre est organisé à partir d'une grande halle tout en longueur. Outre les espaces destinés aux activités communes (administration, bibliothèque, amphithéâtre, salles de cours, cafétéria et lieu d'exposition temporaire), plusieurs ateliers ou pools dévoués au travail, à l'exploration et à l'expérimentation sont disposés en enfilade.
L'école est située sur le campus de Vanteaux, au sud-ouest de la ville.

## Cursus et fonctionnement

### Admission
En 1re année, les candidats français ou étrangers, titulaires ou en préparation d’un baccalauréat français ou d’un titre admis en équivalence, s'inscrivent uniquement via la plateforme Parcoursup,.

### Programme
- Tronc commun en première année : initiation aux techniques et pratiques artistiques, histoire, théorie des arts et langues étrangères.
- Proposition, à partir de la seconde année, de deux options :
  - option art ;
  - option design.

### Diplômes
L'étudiant de l'ENSAD peut obtenir un DNA (diplôme national d'arts plastiques, en trois ans ; valant grade de licence) et/ou un DNSEP (diplôme national supérieur d'expression plastique, en cinq ans ; valant grade de master) :
- DNA option Art
- DNA option Design
- DNA option Art mention céramique
- DNA option Art mention bijou contemporain
- DNA option Design mention bijou contemporain
- DNA option Design mention céramique
- DNSEP option Art
- DNSEP option Design
- DNSEP option Art mention céramique
- DNSEP option Art mention bijou contemporain
- DNSEP option Design mention bijou contemporain
- DNSEP option Design mention céramique

### Ateliers publics
L’ENSAD de Limoges propose aux personnes désireuses de découvrir ou d’approfondir une pratique artistique, ou encore aux personnes souhaitant s’orienter vers une école supérieure d’art, d’architecture ou de design, des cours hebdomadaires dans le cadre d’ateliers collectifs et d’échanges (dessin, peinture, volume et mise en espace, céramique, art textile ou encore initiation au design et bricolages artistiques).
Tout en initiant les élèves aux notions fondamentales d’expression, en touchant au graphisme, à l’image, à la couleur et à la forme, au volume et à l’espace, au croquis ou au modèle vivant, l’ENSAD de Limoges invite à découvrir des œuvres contemporaines et à valoriser le travail d'étude en fin d’année, dans le cadre d’une exposition à Limoges, mais aussi d’une édition.

### Accessibilité aux personnes handicapées
Le ministère de la Culture et l’ENSAD de Limoges ont mis en place les mesures spécifiques pour rendre les locaux accessibles aux personnes présentant un handicap.